# 李夏 (1934年)
李夏（1934年—），四川省蓬溪县宝梵镇人，中华人民共和国新闻编辑。

## 生平
1949年12月，考入第二野战军军政大学分校，毕业后分配到中国人民解放军第11军31师92团，曾任宣传员。1951年初，31师编入中国人民志愿军第12军序列，从重庆出发参加朝鲜战争。同年3月25日，部队从长甸河口跨过鸭绿江进入朝鲜，参加第五次战役，在长水院鹰峰山与美国陆军第3步兵师交战阻拦。奉命后撤,历经艰险。1951年10月，接防金城阻击美军，从事防御与宣传工作。1952年11月，部队交防后赴上甘岭作战，任团辎重连排长。上甘岭战役中，他带领全排战士从水塔里兵站向前沿537.7北山阵地运送弹药并在返回抬伤员，荣立三等功，获朝鲜民主主义人民共和国军功章。1953年初，赴元山前线，筑海防坑道。朝鲜战争结束后，1954年回国驻浙江，考入南京军区大专班进修。1964年转业。曾任县广播站站长，之后进入北京旅游出版社，担任编辑、记者、主编，此外担任北京出版社编辑部主任。1994年退休。